# 8767 Коммонтерн
8767 Коммонтерн (8767 Commontern) — астероїд головного поясу, відкритий 29 вересня 1973 року.
Тіссеранів параметр щодо Юпітера — 3,199.